# みよし市立三好中学校
みよし市立三好中学校（みよししりつ みよしちゅうがっこう、英語：Miyoshi Junior High School）は、愛知県みよし市三好町にある公立中学校。1947年（昭和22年）に創設された。略称は三好中。
1947年（昭和22年）4月に学校教育法が施行されたことを受け、新制中学校として創設された。2016年（平成28年）には創立70年を迎えた。

## 沿革
- 1947年（昭和22年） - 三好村立三好中学校開校。初代校長として東加茂郡旭村敷島国民学校長 加藤鋹廣氏が任命される[2]。1948年の校舎完成までは、村立三小学校の校舎と施設の一部を使用[1]。
- 1948年（昭和23年） - 三好字宮ノ腰に校舎完成[1]。
- 1954年（昭和29年） - 校旗制定[2]。
- 1957年（昭和32年） - 昭和天皇並びに香淳皇后の三好村御通過を受け、全校生徒奉送迎[2]。
- 1958年（昭和33年） - 三好村の町制施行に伴い、三好町立三好中学校となる。
- 1981年（昭和56年） - 三好町立北中学校を分離[1]。
- 1984年（昭和59年） - 三好町立南中学校を分離[1]。
- 1996年（平成8年）   - 創立50周年記念式典挙行[2]。
- 2010年（平成22年） - 三好町の市制施行に伴い、みよし市立三好中学校となる。

## 通学区域
以下の小学校区。
- みよし市立三吉小学校
- みよし市立天王小学校
- みよし市立中部小学校

## 著名な出身者
- 竹内香苗 - フリーアナウンサー、元TBSテレビアナウンサー

## 周辺
- みよし市役所
- みよし市立中部小学校
- みよし市立三吉小学校
- みよし市図書館学習交流プラザ「サンライブ」
  - みよし市立中央図書館
- みよし市立歴史民俗資料館
- みよし市民病院
- アイ・モール三好
- 国道153号
- 愛知県道54号豊田知立線
- 愛知県道218号和合豊田線
- 愛知県道234号みよし沓掛線